# RoRo

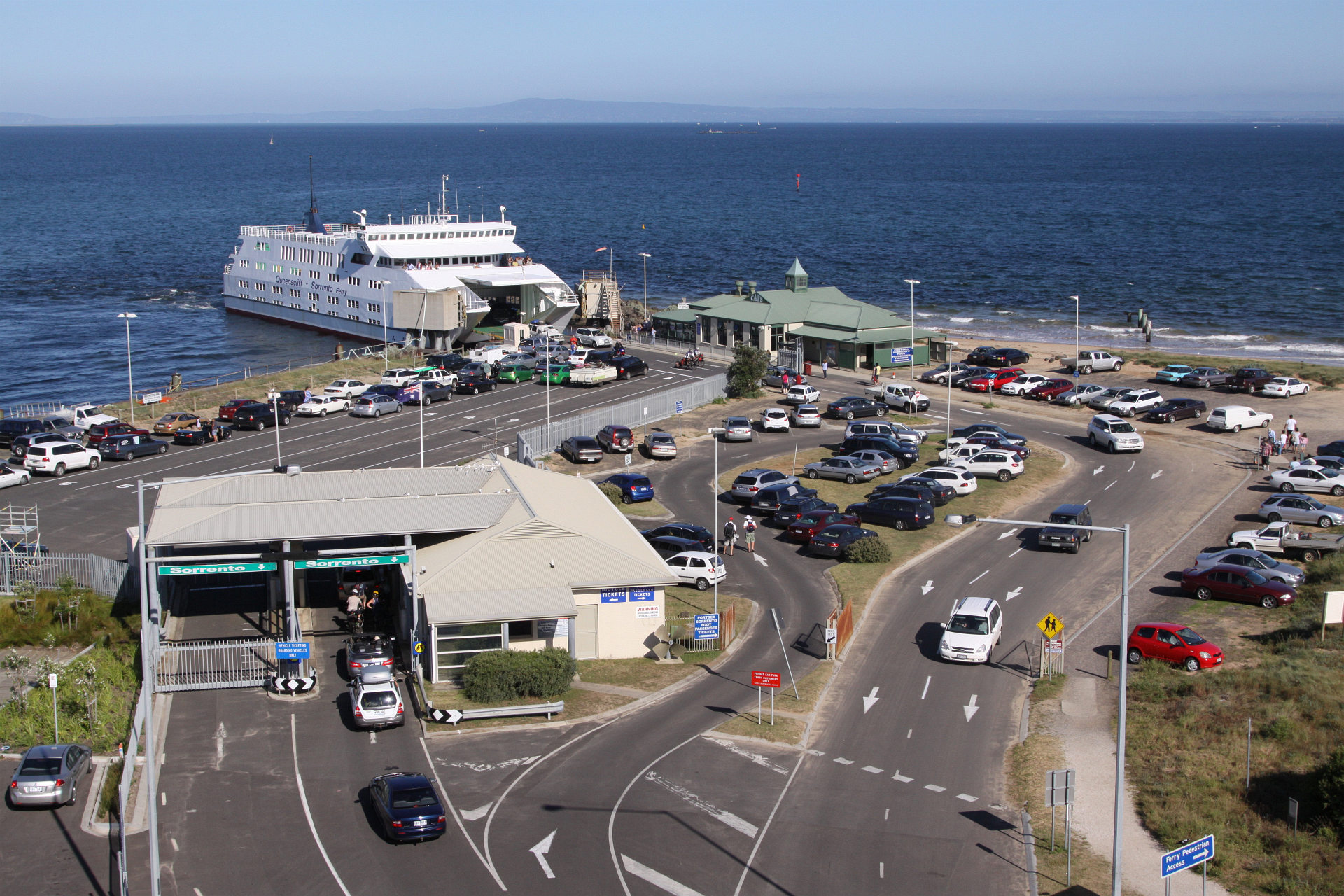
Ro-Ro kompkikötő az ausztráliai Queenscliffben

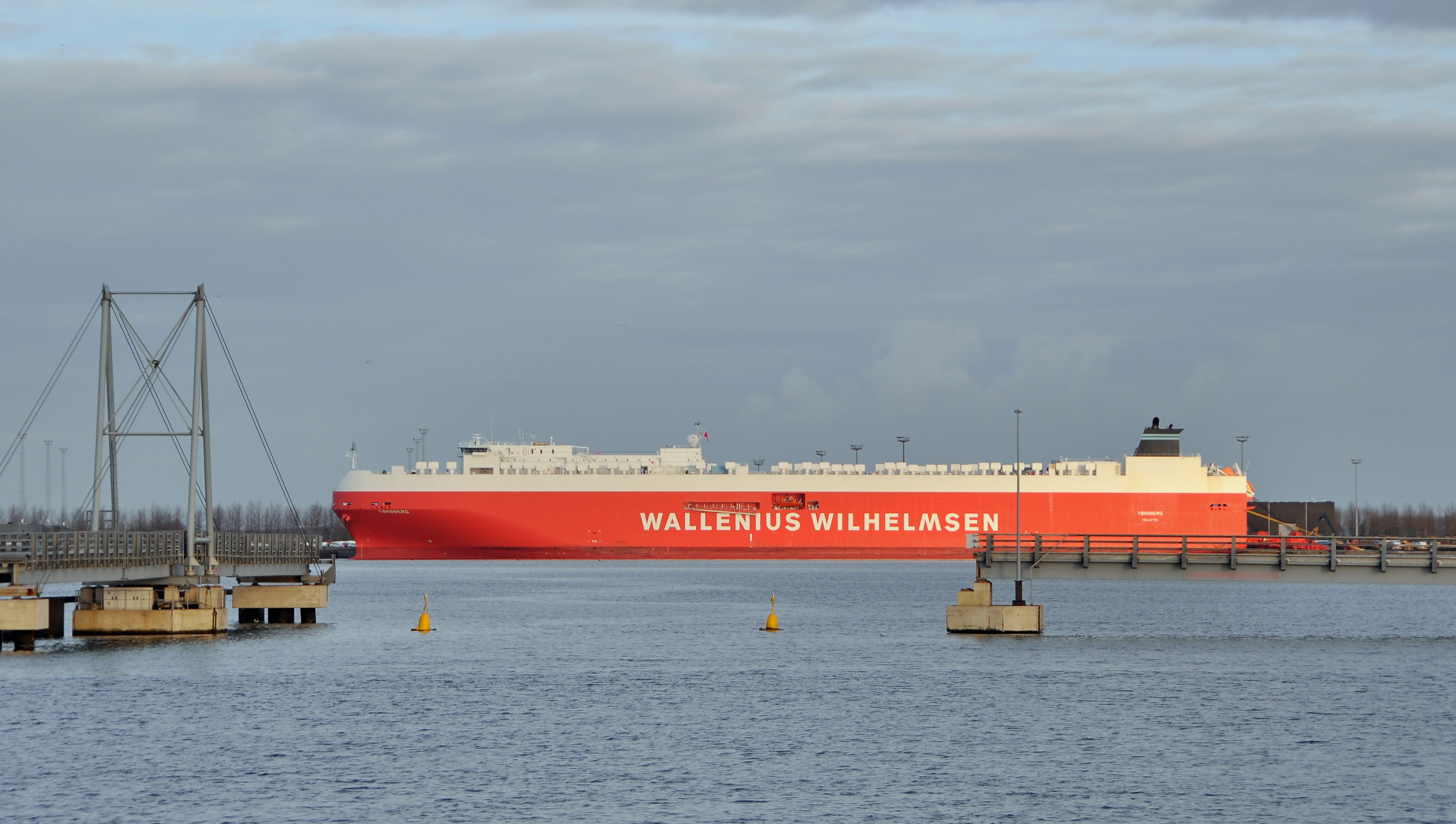
Az MV Tønsberg, az egyik legnagyobb gépjárműszállító hajó

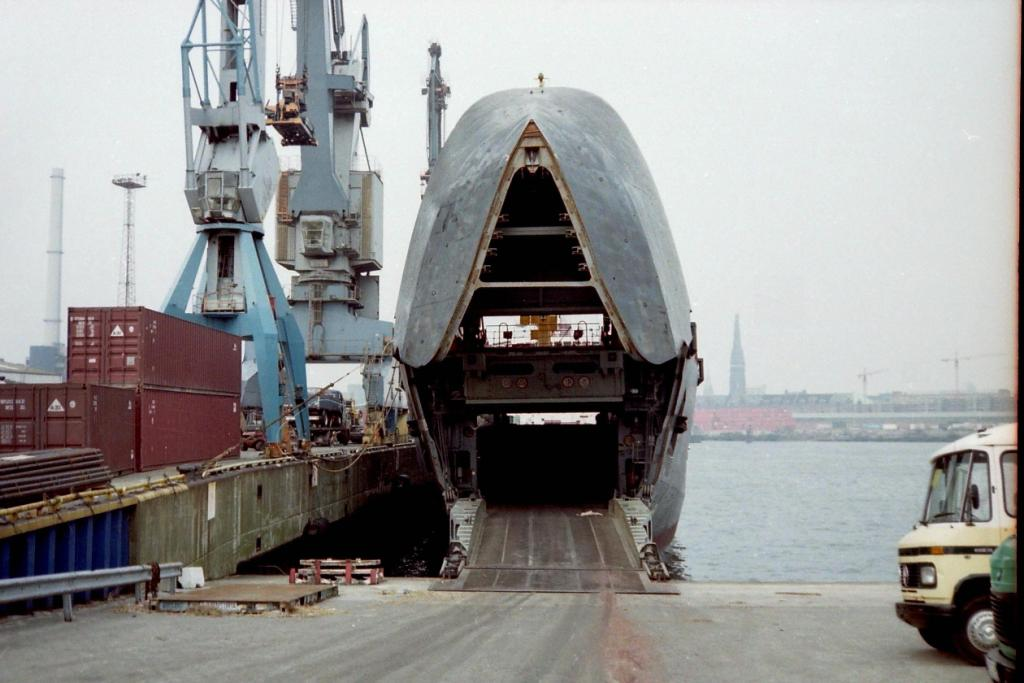
Egy orosz Ro-Ro hajó felnyitott orra

A Ro-Ro (roll on – roll off) rendszerű közúti-vízi kombinált szállítás lényege, hogy a közúti járművek megfelelően kiépített rakodókon át a saját kerekeiken felgördülnek a vízi járművek (kompok, uszályok, hajók) rakfelületére, illetve a vízi szállítási út végpontján hasonló módon legördülnek azokról. A rendszer előnye, hogy bármilyen közúti jármű szállítható ilyen módon, valamint hogy a fel- és lehajtás egyszerű és gyors művelet. A kompokat, komphajókat elsősorban az átkelőforgalom lebonyolítására használják. Gyakran vegyes funkciójúak, személy- és áruszállító közúti járműveket egyaránt szállítanak, de vannak olyan tengeri komphajók is, melyek vasúti szerelvények továbbítására is alkalmasak.

## A közúti-tengeri kombinált szállítás

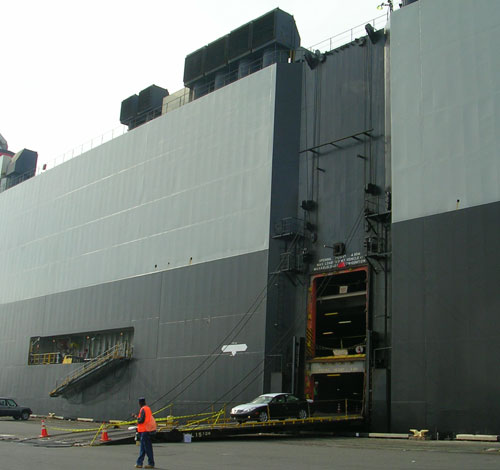
Bejárat a hajó oldalán

A Ro-Ro hajóknál a hajó hátsó vagy mellső részén, esetleg az oldalán elhelyezett felhajtó rámpákon át gördülnek a közúti járművek a hajótér belsejébe. A nagyobb hajókon a járművek több fedélzeten is elhelyezhetők. Egyes Ro-Ro hajókon vasúti szerelvények is szállíthatók. Ro-Ro hajók elsősorban a rövid távú tengeri forgalomban közlekednek. Tipikus Ro-Ro forgalmi területek pl. a Földközi-tenger, az Északi-tenger, a Keleti-tenger, az Ír-tenger és a Karib-tenger.

## A közúti-folyami kombinált szállítás
A közúti-folyami kombinált szállítás esetén folyami Ro-Ro hajókon vagy uszályokon továbbítják a közúti járműveket. Amíg a Ro-Ro rendszerű szállításnak a tengereken való elterjedését elsősorban szűk kikötői kapacitások megszüntetése, a kikötői várakozási és rakodási idők megrövidítése iránti törekvés indokolta, addig a belvízi utakon a fenti szempontok mellett a fő cél a közutak tehermentesítése, valamint energia-megtakarítás elérése volt.

## A folyami Ro-Ro szállítás főbb előnyei a hagyományos vízi áruszállítással szemben
- A kikötői állásidő csak töredéke a hagyományos hajókénak
- Kis rakodási költség (nincs szükség az áruk átrakására, azaz nem kell költséges rakodóberendezés)
- Járművei kisvízi időszakban is üzemeltethetőek (40-60% a merülés a hagyományos hajókhoz képest)
- Nincs szükség külön kikötőre, hiszen a komplejárók is megfelelnek

## Főbb hátrányai
- RoRo üzemű hajók beszerzési költsége nagy
- Tényleges hajóhordképesség-kihasználás a hagyományosé alatt marad (nagy holttömeg)

## RO-RO hajók a Dunán

### katamarán önjáróhajók
- Han Asparuh
- Han Kardam
- Han Krum
- Han Tervel

### normál önjáróhajók
- Heilbronn
- Kelheim

### uszályok, bárkák
- Intershipping-1
- Intershipping-2
- Intershipping-3
- Intershipping-4
- SB-19
- SB-27
- Fanty-3
- Fanty-4

### uszályokat és bárkákat mozgató tolóhajók
- Naiden Kirov
- Olimpi Panov
- Petar Karaminchev
- Vidin
- Bononia